# Olympische Winterspiele 1932/Schlittenhundesport
Bei den Olympischen Winterspielen 1932 in Lake Placid wurde erstmals ein Wettbewerb im Schlittenhundesport als Demonstrationswettbewerb ausgetragen. In Lake Placid gehörten Hundeschlittenrennen schon damals zum festen Bestandteil des Wintersports und konnten auf eine lange Tradition zurückblicken. Dieser Sport ist vor allem in den USA (Alaska) und Kanada beliebt, weshalb es nicht verwundert, dass alle Teilnehmer nur aus diesen beiden Staaten kamen.
Ein Hundeschlittengespann hatte damals aus sieben Hunden zu bestehen, wobei sechs in Paaren angeordnete Tiere dem vorgespannten Leithund nachjagten. Der Fahrer stand dabei auf dem von den Hunden gezogenen Schlitten. Unter den 13 Sportlern, die großteils schon mehrere Erfolge im American Derby, Alaskan Derby oder Canadian Derby errungen hatten, nahm auch eine Frau an diesem Bewerb teil. Mrs. Milton brachte ihr Gespann auch erfolgreich ins Ziel, konnte aber nur den letzten Platz belegen.
Der Wettbewerb erstreckte sich über zwei Tage und wurde nach den Regeln des New England Sled-Dog-Club ausgetragen. Entsprechend diesen Regeln musste an beiden Tagen derselbe Kurs über 40,5 km befahren werden. Der Sieger wurde ermittelt, indem die Zeiten beider Läufe zu einem Gesamtergebnis addiert wurden. Die Regeln besagten auch, dass jeder gestartete Hund das Ziel erreichen musste, entweder auf seinen eigenen Beinen oder im Schlitten. Aufgrund der schlechten Witterungs- und Schneeverhältnisse kam es auch wirklich dazu, dass einige Hunde aufgeben mussten und in den Schlitten ihrer Besitzer ins Ziel transportiert wurden.

## Ergebnisse

### Hundeschlittenrennen 40,5 km
| Platz | Land | Sportler          | Lauf 1    | Lauf 2    | Gesamt    |
| ----- | ---- | ----------------- | --------- | --------- | --------- |
| 1     | CAN  | Emile St. Goddard | 2:12,05.0 | 2:11,07.5 | 4:23,12.5 |
| 2     | USA  | Leonhard Seppala  | 2:13,34.3 | 2:17,27.5 | 4:31,01.8 |
| 3     | CAN  | Shorty Russick    | 2:26,22.4 | 2:21,22.2 | 4:47,44.6 |
| 4     | CAN  | Harry Wheeler     | 2:33,19.1 | 2:39,35.0 | 5:02,24.1 |
| 5     | USA  | Roger Haines      | 2:34,56.0 | 2:31,31.3 | 5:06.27.3 |
| 6     | CAN  | Raymond Pouliot   | 2:53,14.3 | 2:52,21.5 | 5:45,35.8 |
| 7     | CAN  | Jack Defalco      | 2:53,49.5 | 2:52,21.5 | 5:49,39.6 |
| 8     | USA  | Stuart Belknap    | 2:57,14.0 | 2:57,08.5 | 5:54,22.5 |
| 9     | USA  | Henry Murphy      | 2:42,49.4 | 3:15,24.1 | 5:58,13.5 |
| 10    | USA  | Dexter Sears      | 3:00,21.7 | 3:01,49.5 | 6:02,11.2 |
| 11    | USA  | Norman Vaughan    | 3:24,10.0 | 3:49,26.0 | 7:13,46.0 |
| 12    | USA  | Eva Seeley        | 3:28,01.7 | 3:46,45.0 | 7:14,46.7 |

Datum: 6. – 7. Februar 1932